# Sir Daria
El río Sir Daria (también transliterado como Syrdarya, Sir Darya o Sirdaryo, en kazajo: Сырдария; en tayiko, Сирдарё; en uzbeko, Sirdaryo; en árabe, سيحون - Siːħuːn) es un largo río de Asia Central que fluye en direcciones O y NO a través de Uzbekistán, Tayikistán y Kazajistán hasta desaguar en el mar de Aral Norte. Es el Orexartes o Yaxartes de las fuentes clásicas grecorromanas.
Nace en el extremo este de Uzbekistán, por la confluencia de los ríos Naryn y Kara Daria. Tiene una longitud de 2.212 km, pero, con el río Naryn, alcanza los 3.078 km que lo sitúan entre los 30 ríos más largos de la Tierra. Drena una amplia cuenca de 782 669 km², aunque actualmente apenas 200 000 km² contribuyen realmente con sus aguas a la corriente principal.

## Etimología
El nombre actual de este río proviene del idioma persa (سیردریا, Yakhsha Arta, que significa el «Gran nacarado», una referencia al color del agua del río) y ha sido utilizado desde hace mucho tiempo en Oriente, pero es más reciente en la literatura occidental: antes del siglo XX, el río era conocido por varias versiones de su antiguo nombre en griego.

## Historia

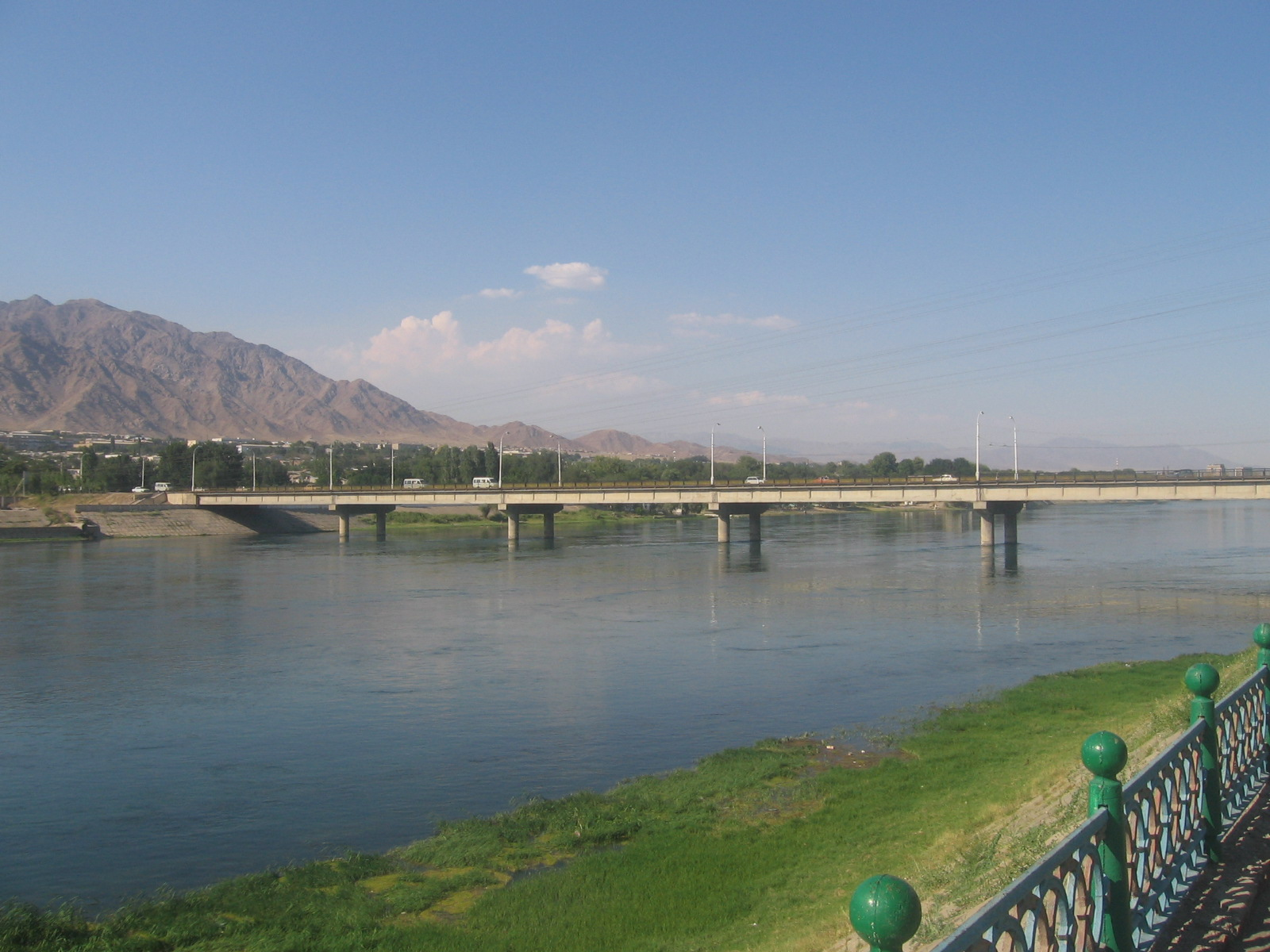
Sir Daria a su paso por Juyant en Tayikistán.

Cuando el ejército macedonio de Alejandro Magno llegó al río entonces llamadao Yaxartes en el año 329 a. C., tras atravesar Bactriana y Sogdiana sin encontrar oposición, se encontraron con los primeros casos de resistencia nativa a su presencia. En octubre del 329 a. C., los macedonios libraron la batalla del Yaxartes contra los saka, en la que murieron unos 1.200 combatientes, incluido el líder de los nómadas. Alejandro se vio obligado a retirarse al sur para hacer frente a una revuelta en Sogdia. Alejandro resultó herido en los combates y las tribus nativas comenzaron a atacar a las guarniciones macedonias estacionadas en sus ciudades. Al intensificarse la revuelta contra Alejandro, se extendió por Sogdiana, sumiéndola en dos años de guerra, cuya intensidad superó a cualquier otro conflicto de la Anábasis Alejandrina'.
Los antiguos griegos lo conocían con los nombres de Yaxartes ὁ Ιαξάρτης (este nombre fue trasmitido luego a los romanos a través de los autores griegos) y Orexartes. Delimitaba el límite septentrional de las conquistas de Alejandro Magno. A orillas del Syr Darya, Alejandro estableció una guarnición en la ciudad fundada por el rey Ciro el Grande de Ciropolis más de dos siglos antes, a la que rebautizó con su nombre Alejandria Escate-«Alejandría la más lejana»- en el 329 a. C. como guarnición permanente. Durante la mayor parte de su historia, al menos desde la Conquista musulmana de Asia Central en los siglos VII-VIII d. C., el nombre de esta ciudad (en la actual Tayikistán) ha sido Khujand.
A mediados del siglo XIX, durante la conquista rusa del Turquestán, el Imperio ruso introdujo la navegación a vapor en el Syr Darya, inicialmente desde Fuerte Raim pero con un importante puerto fluvial en Kazalinsk (Kazaly) desde 1847 hasta 1882, cuando cesó el servicio.
Durante la era Soviética, se instituyó un sistema de reparto de recursos en el que Kirguistán y Tayikistán compartían el agua procedente de los ríos Amu Daria y Sir Daria con Kazajistán, Turkmenistán y Uzbekistán en verano. A cambio, Kirguistán y Tayikistán recibían carbón, gas y electricidad kazajos, turcomanos y uzbekos en invierno. Tras la disolución de la Unión Soviética en 1991, este sistema se desintegró y las naciones de Asia Central no han conseguido restablecerlo. Las infraestructuras inadecuadas, la mala gestión del agua y los métodos de irrigación obsoletos agravan el problema.
En 2012 se inauguró en Kazajistán el Parque Natural Regional Estatal de Syrdarya-Turkestan, con la esperanza de proteger los ecosistemas de la llanura fluvial, los yacimientos arqueológicos y los monumentos histórico-culturales, así como las especies vegetales y animales, algunas de ellas raras o en peligro de extinción. 
En escritos islámicos medievales, el río era conocido como Sayhoun (سيحون), uno de los cuatro ríos del Paraíso (el Amu Darya era conocido también como Jayhoun, el nombre de otro de los cuatro).

## Geografía

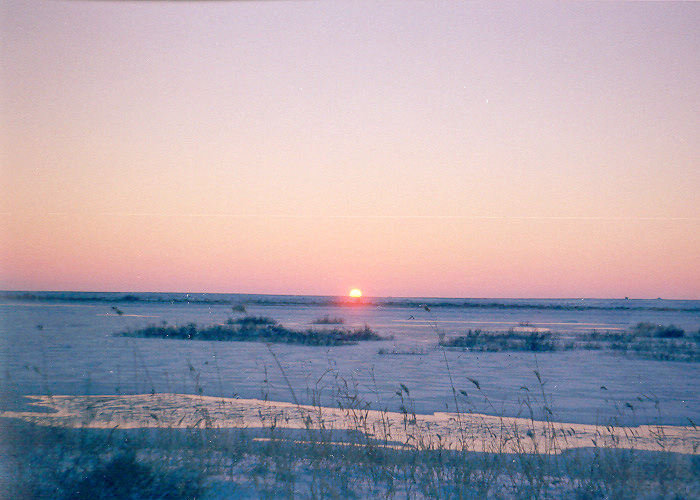
Amanecer en invierno en el Sir Daria (Baikonur)

Este río, correspondiente a la cuenca endorreica del mar de Aral, tiene dos fuentes en la cordillera de Tian Shan (en mandarín, la «montaña celeste»): el río Naryn (807   km), en el Kirguistán, y el río Kara Daria   (177 km) , en el este de Uzbekistán. El río corre unos 2 212 kilómetros a través de Kazajistán, en dirección oeste y norte-sur, hasta desembocar en el mar de Aral. Su caudal anual es muy modesto, solamente unos 37 km³ por año, la mitad de su río hermano, el Amu Darya.
En el camino riega los cultivos de algodón más fértiles en toda Asia central y pasa por las ciudades de Kokand, Juyand, Kyzylorda y Turkestan.
Un extenso sistema de canales, algunos construido en el siglo XVIII por los kanes de Kokand, discurren a través de las regiones por donde fluye el río. La masiva expansión del riego durante periodo soviético para regar algodón redujo el caudal del río y fue la causa de un desastre ecológico en la región: la desecación del mar de Aral. Con millones de personas ahora establecidas en estas áreas de algodón, no está claro cómo se podría rectificar la situación.
A lo largo de su recorrido, llena el embalse de Kayrakum, en Tayikistán, el embalse de Chardara, en Kazajistán, y el más pequeño embalse de Farkhad, en Uzbekistán. En el río Naryn, su tributario más importante, se encuentra el gran embalse de Toktogul y los más pequeños de Kambarata. En su otro tributario, el río Kara Daria, se encuentra el embalse de Andiyán, en Uzbekistán.

### Desembocadura
El delta del Sir Daria comienza en Perovsk (Kyzylorda), de donde parte un brazo hacia el suroeste, el Jany-darya (río Nuevo), que antiguamente llegaba al extremo sureste del mar de Aral, muy cerca de la desembocadura del Amu-darya. Los kirguises afirman que un canal excavado para irrigación por los karakalpacos dio origen a este río. Sin embargo, sólo tuvo una existencia temporal. Una presa construida por los habitantes de Khokand en Ak-mechet (Perovsk) provocó su desaparición, y los rusos no encontraron nada más que un lecho seco en 1820. Cuando se quitó la presa, el Jany-darya reapareció de nuevo, pero no llegó al mar de Aral; en 1853 desembocó en el lago Kuchka-denghiz, después de un curso de 250 m.; todos los rastros de su lecho se perdieron entonces en la arena. Hace cinco siglos, en tiempos de Tamerlán, príncipe mongol de Samarcanda, el Jany-Darya llevó las aguas del Sir Daria a los lagos Daukara, cerca de la actual desembocadura del Amu. La serie de antiguos cauces fluviales del Kyzyl-kum, que todavía se ven por encima de Perovsk, indica que el Syr tenía una tendencia constante a buscar un canal hacia el sudoeste, y que su delta actual no es más que un vestigio de lo que fue en otro tiempo. En un período aún más remoto, este delta probablemente comprendía todo el espacio entre el Kara-tau y el Nura-tau en Samarcanda; y la serie de lagos alargados en la base del Nura-tau —los lagos Tuz-kaneh y Bogdan-ata— representan una antigua rama del delta del Sir Daria que probablemente se unía al Zarafshan antes de llegar al Amu. La causa de este inmenso cambio es simplemente la rápida desecación de todas las partes del norte y centro de Asia, debido al hecho de que ahora estamos viviendo en la fase final del período lacustre, que ha seguido al período glacial. La extensión del mar Caspio hasta los lagos Sary-kamysh durante el período post-plioceno y la extensión del mar de Aral al menos 100 m al este de su posición actual están probadas por la existencia de depósitos marinos post-plioceno. 

## Daños ecológicos
La expansión masiva de los canales de riego en el Medio y Bajo Sir Daria durante el período soviético para regar los campos de algodón y arroz causó daños ecológicos en la zona. La cantidad de agua extraída del río era tal que en algunos periodos del año no llegaba nada de agua al mar de Aral. El Amu Darya en Uzbekistán y Turkmenistán se enfrentó a una situación similar.
La concentración de uranio del agua de los arroyos aumenta en Tayikistán con valores de 43 μg/L y 12 μg/L; el valor guía de la OMS para el agua potable de 30 μg/L se supera parcialmente. La principal aportación de uranio se produce aguas arriba, en Uzbekistán y Kirguistán.

### La inversión fluvial del Norte

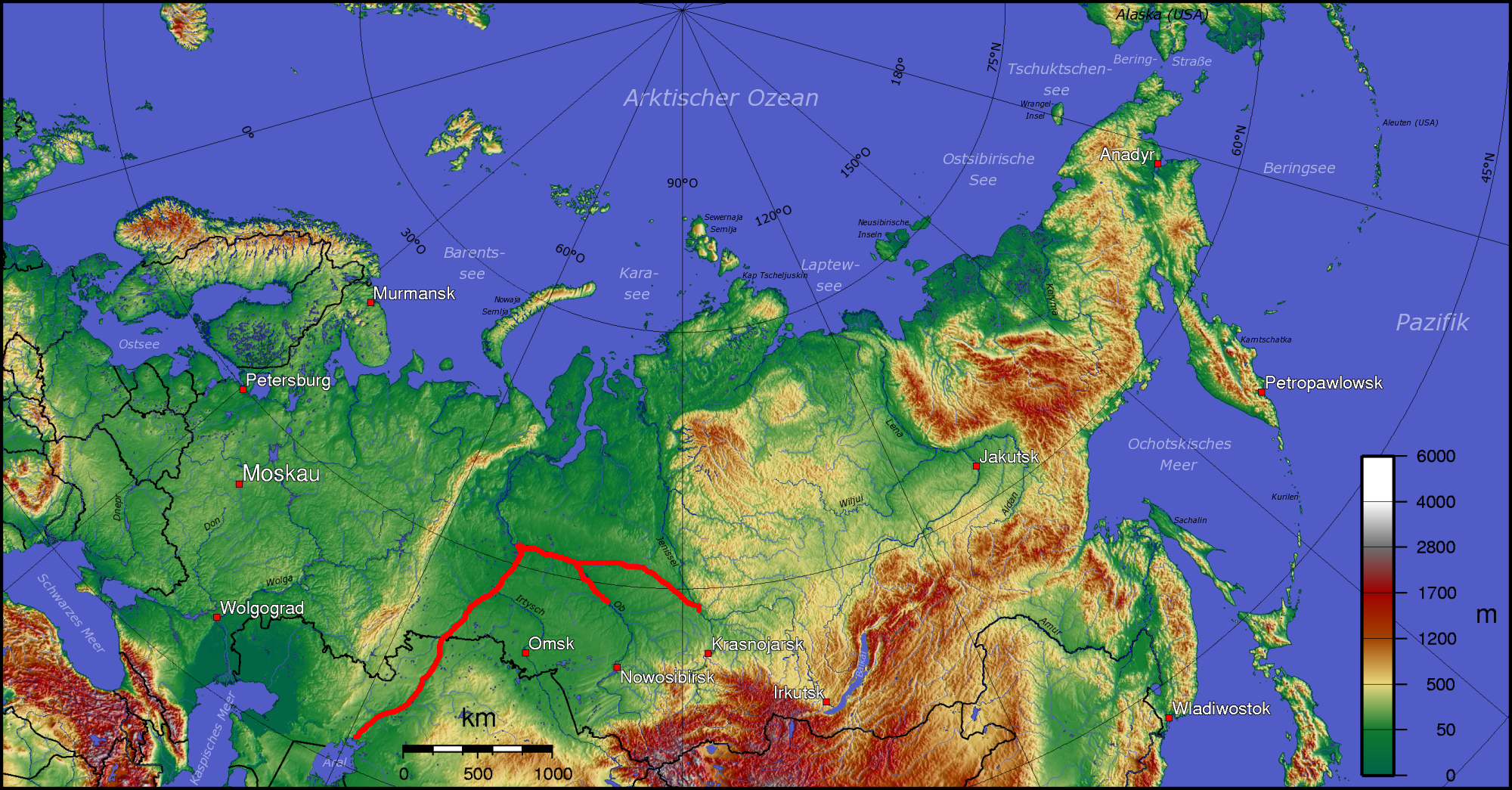
Trazado de una de las principales rutas propuestas para el trasvase de agua (a través de un canal Yenisei-Ob, bajando por el Ob, subiendo por el Irtysh y el Ishim, y luego por un canal hasta la cuenca del Mar de Aral). El plan incluiría otros canales (no mostrados) para llevar el agua más al sur.

La inversión fluvial del Norte o inversión fluvial de Siberia fue un ambicioso proyecto para desviar el caudal de los ríos del Norte de la Unión Soviética, que desaguan "inútilmente" en el océano Ártico, hacia el sur, hacia las zonas agrícolas pobladas de Asia Central, que carecen de agua.
Los trabajos de investigación y planificación del proyecto se iniciaron en la década de 1930 y se llevaron a cabo a gran escala desde los años 60 hasta principios de los 80. El controvertido proyecto se abandonó en 1986, principalmente por motivos medioambientales, sin que se realizaran muchas obras reales.

## Véase también

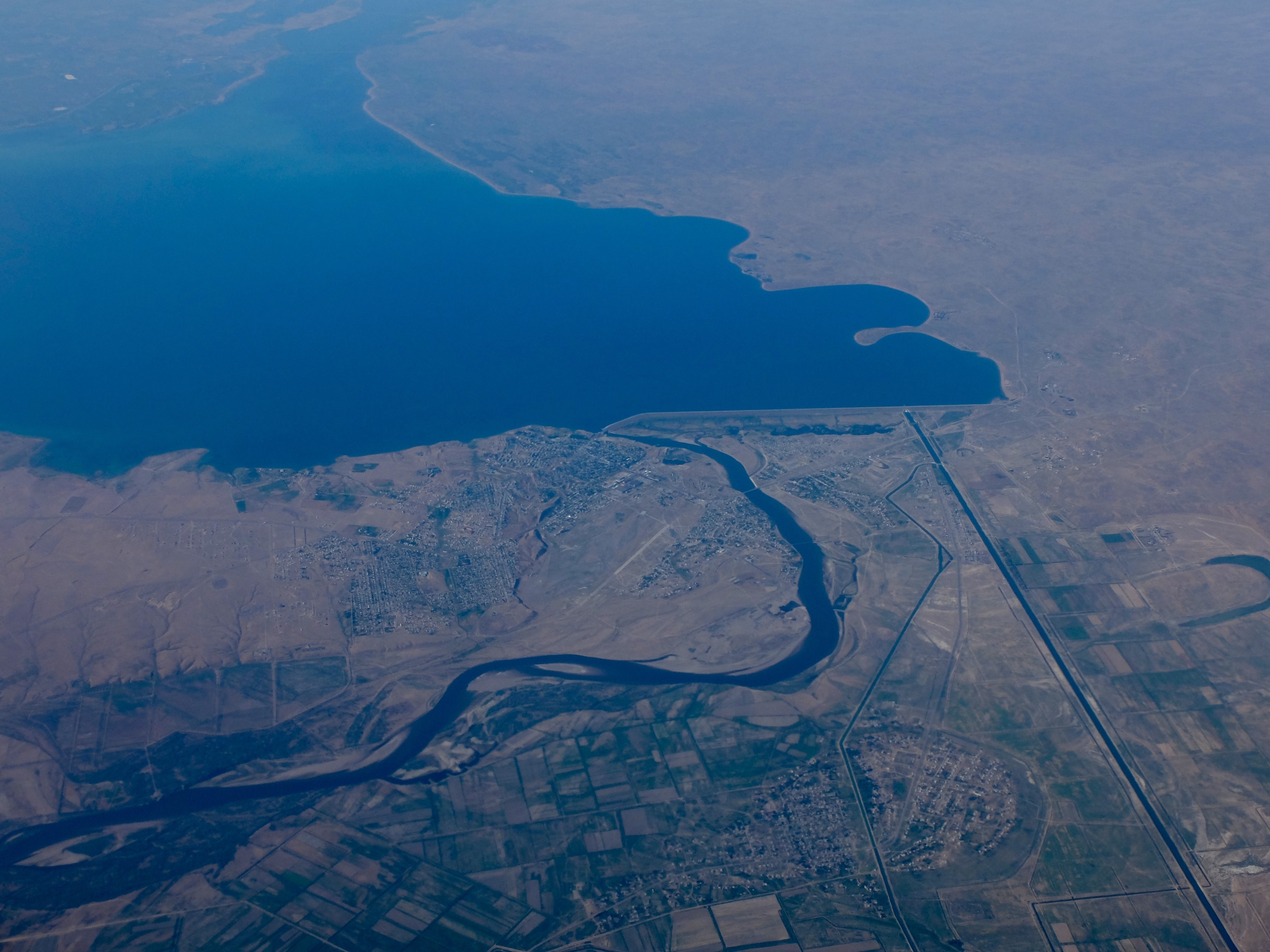
Río Syr Daria a su salida del embalse de Shardara, en Kazajistán